# Olivier Beretta
Olivier Beretta (n. 23 noiembrie 1969, Monte Carlo, Commune of Monaco⁠(d), Monaco) este un fost pilot de curse care a evoluat în Campionatul Mondial de Formula 1 în sezonul 1994.

## Cariera în Formula 1
| Sezon | Echipă               | Puncte      | Loc clasament general |
| ----- | -------------------- | ----------- | --------------------- |
| 1992  | Team Lotus           | Pilot teste | -                     |
| 1994  | Tourtel Larrousse F1 | 0           | -                     |
| 2003  | BMW WilliamsF1 Team  | Pilot teste | -                     |
| 2004  | BMW WilliamsF1 Team  | Pilot teste | -                     |